# Ашанин, Василий Данилович
Василий Данилович Ашанин (31 декабря 1917 [13 января 1918]; деревня Кольцовка, Казанская губерния — 5 октября 1963; там же) — бригадир полеводческой бригады колхоза имени И. В. Сталина (Вурнарский район, Чувашская АССР), Герой Социалистического Труда (1948). Брат Героя Социалистического Труда Александра Даниловича Ашанина.

## Биография
Родился 31 декабря 1917 (13 января 1918) года в деревне Кольцовка Тойсинской волости Ядринского уезда Казанской губернии. Окончил 5 классов школы.
Работал бригадиром полеводческой бригады в колхозе имени И. В. Сталина (с 1961 года — имени В. И. Ленина) Вурнарского района Чувашской АССР.
За получение высоких урожаев пшеницы и ржи Указом Президиума Верховного Совета СССР от 19 марта 1948 года Ашанину Василию Даниловичу присвоено звание Героя Социалистического Труда с вручением ордена Ленина и золотой медали «Серп и Молот».
Жил в деревне Кольцовка Вурнарского района (Чувашия). Умер 5 октября 1963 года. Похоронен в Кольцовке.

## Награды
- Герой Социалистического Труда (19.03.1948)
- 4 ордена Ленина (19.03.1948; 13.07.1950; 04.07.1951; 04.08.1952)